# دابلیو. دان هیز
دابلیو. دان هیز (انگلیسی: W. Donn Hayes؛ ۲۵ ژوئن ۱۸۹۳ – ۶ مه ۱۹۷۳) تدوین‌گر اهل ایالات متحده آمریکا بود.
از فیلم‌هایی که وی در آن‌ها نقش داشته‌است، می‌توان به ربه‌کا، جاسوسی، بسیار شیک‌پوش و جمع اضداد محال است اشاره نمود.